# Cristian Martín
Cristian Martín Villero (San José de Mayo, 21 gennaio 1998) è un calciatore uruguaiano, attaccante del Porongos.

## Caratteristiche tecniche
È un centravanti.

## Carriera

### Club
Cresciuto nel settore giovanile del River Plate (M), ha esordito in prima squadra il 4 giugno 2018 in occasione del match di campionato perso 2-0 contro il Sud América.